# GD Chaves
GD Chaves este un club de fotbal din Chaves, Portugalia, care evoluează în Segunda Liga.